# Kiskőrösi turjános
Kiskőrösi turjános este o arie protejată (arie specială de conservare — SAC, sit de importanță comunitară — SCI) din Ungaria întinsă pe o suprafață de 2.870,96 ha, integral pe uscat.

## Localizare
Centrul sitului Kiskőrösi turjános este situat la coordonatele 46°38′24″N 19°15′49″E / 46.64°N 19.263611°E.

## Înființare
Situl Kiskőrösi turjános a fost declarat sit de importanță comunitară în mai 2004 pentru a proteja 2 specii de plante și 13 specii de animale. Situl a fost protejat și ca arie specială de conservare în februarie 2010.

## Biodiversitate
Situată în ecoregiunea panonică, aria protejată conține 9 habitate naturale: Pajiști aluvionare inundabile, de Cnidion dubii, Lacuri eutrofice naturale cu vegetație de tip Magnopotamion sau Hydrocharition, Păduri aluvionare cu Alnus glutinosa și Fraxinus excelsior (Alno-Padion, Alnion incanae, Salicion albae), Lacuri și iazuri distrofice naturale, Pajiști cu Molinia pe soluri calcaroase, turboase sau argilos-nămoloase (Molinion caeruleae), Păduri mixte riverane de Quercus robur, Ulmus laevis și Ulmus minor, Fraxinus excelsior sau Fraxinus angustifolia, de-a lungul marilor râuri (Ulmenion minoris), Stepe panonice nisipoase, Liziere de ierburi înalte hidrofile de câmpie și de nivel montan până la alpin, Mlaștini alcaline.
La baza desemnării sitului se află mai multe specii protejate:
- plante (2): clopțelul cu frunze de crin (Adenophora lilifolia), Cirsium brachycephalum
- amfibieni (2): buhai de baltă cu burta roșie (Bombina bombina), triton cu creastă dobrogean (Triturus dobrogicus)
- mamifere (1): vidră de râu (Lutra lutra)
- nevertebrate (6): Anisus vorticulus, Cucujus cinnaberinus, fluturele purpuriu (Lycaena dispar), Maculinea teleius, Vertigo angustior, Vertigo moulinsiana
- pești (3): zvârluga (Cobitis taenia), țipar (Misgurnus fossilis), țigănuș (Umbra krameri)
- reptile (1): țestoasa de baltă (Emys orbicularis)

Pe lângă speciile protejate, pe teritoriul sitului au mai fost identificate 34 de specii de plante, 30 de specii de păsări, 9 specii de amfibieni, 4 specii de mamifere, 15 specii de nevertebrate, 4 specii de reptile.